# درآمد مسافر مایل
درآمد مسافر مایل (RPMs) و درآمد کیلومتر مسافر (RPKs) یک معیار اندازه‌گیری میزان ترافیک برای پرواز هواپیمایی، اتوبوسیا قطار است که با ضرب تعداد مسافرانی که هزینه سفر را می‌دهند (نه رانندگان یا خدمه پرواز و …) در مسافت طی شده به دست می‌آید. در مسافت‌های طولانی با اتوبوس، قطار یا هواپیما که شامل توقف یا عوض کردن وسیله نقلیه است باید RPM و RPK برای هر بخش مسیر محاسبه شود.
درآمد مسافر مایل را می‌توان به عنوان میزان پایه ای «تولید» یک شرکت هوایی در نظر گرفت. درآمد مسافر مایل را می‌توان با صندلی مایل در دسترس مقایسه کرد تا ارزیابی درستی از ضریب مسافرگیری به‌طور کلی مشخص شود. با این معیارها می‌توان درآمد واحد و هزینه‌های واحد را محاسبه کرد.